# Andrew Ogg
Andrew Pollard Ogg (Bowling Green, Ohio, 9 de abril de 1934) é um matemático estadunidense. Trabalha com teoria dos números e formas modulares.

## Vida
Ogg obteve um doutorado em 1961 na Universidade Harvard, orientado por John Tate, com a tese Cohomology of abelian varieties over function fields. Foi Professor da Universidade da Califórnia em Berkeley.
Ogg trabalha em especial com a teoria aritmética de curvas elípticas (isto é, seus pontos racionais). Suas hipóteses sobre os possíveis subgrupos torcionais do grupo de pontos racionais sobre curvas elípticas foram provadas por Barry Mazur em 1977 (Ogg obteve resultados parciais, ao investigar curvas elípticas modulares). Ogg foi também o primeiro a propor no início da década de 1970 uma conexão entre o grupo monstro e formas modulares - uma área de investigação conhecida como monstrous moonshine (entre outros John Conway, Richard Borcherds).

## Obras
- Introduction to modular forms and Dirichlet Series. Benjamin, 1969.